# Hyposmocoma niger
Hyposmocoma niger là một loài bướm đêm thuộc họ Cosmopterigidae. Nó là loài đặc hữu của Molokai.